# Rodion Hodovanschi
Rodion Hodovanski (n. 8 iulie 1927, București – d. 15 martie 2011) a fost un cântăreț de muzică ușoară din România. Vocea sa avea un timbru de bas și o întindere de pedalist. A rămas în memoria publicului prin interpretarea piesei „Clopotele” a elvețianului Jean Villard, fapt care i-a adus porecla de Clopotanschi.

## Studii
Hodovanski ia lecții de canto alături de profesorul I. Corpaci, la Brașov, și la Școala populară de artă, cu profesorii N. Melnic și Geta Bălan.

## Activitate
În 1949 este audiat la Teatrul de Stat de Estradă din București de către o comisie formată din compozitorii Ion Vasilescu, Gelu Solomonescu și textierul Nicușor Constantinescu. Este admis drept colaborator al teatrului în concerte.
Din 1951, timp de un an, face parte din colectivul artistic al ansamblului Direcției Generale a Miliției.
La 13 octombrie 1952 debutează în spectacolul dirijat de Henry Mălineanu, Concertul popoarelor, unde obține un succes deosebit cu piesa elvețianului Jean Villard, „Clopotele” (fr. „Les trois cloches”; Hodovanski preluase nu versiunea originară a cântecului, ci pe cea a germanului Gerhard Wendland, „Wenn die Glocken hell erklingen”).
În noiembrie 1952 își face apariția pentru prima oară într-o producție a Teatrului de Estradă, interpretând piesa „Joe Hill” într-un concert dirijat de Ion Vasilescu, iar În anul următor, lansează piesa „E toamnă iar” de Ștefan Kardoș într-un concert de muzică ușoară organizat la Ateneul Român.
Mai târziu, Hodovanski devine solist al Teatrului de Estradă, unde activează până în 1957. În continuare, lucrează la casa de discuri Electrecord vreme de doi ani.
În 1959 revine în ansamblul Miliției, de care se desparte definitiv nouă ani mai târziu.
În 1969 face parte din ansamblul Rapsodia Română.
Cântărețul întreprinde turnee atât în țară, cât și în străinătate (Cehoslovacia, Republica Democrată Germană, Polonia, Ungaria, Uniunea Sovietică ș.a.).
Realizează imprimări la casa de discuri Electrecord. În 1988 emigrează în Republica Federală Germania. Revine ocazional după 1990 și concertează în diferite ocazii festive.
Se stinge în Germania la 15 martie 2011 răpus de cancer pulmonar.

## Repertoriu selectiv
- Cînd răsare soarele, slow-fox
- Clopotele sau Bătrînul orologiu (1952, Jean Villard/ Marc Herrand)
- Joe Hill (1952)
- E toamnă iar (1953, Ștefan Kardoș)
- 16 tone sau Acțiunile companiei (1958, Merle Travis sau George S. Davis)
- Cîntecul Deltei (1959?, Elly Roman/Ștefan Tita)
- Să nu plîngi, fetița mea (1960, Gerd Natschinski/Sașa Georgescu)
- Ich bin ein vagabund
- Trei note (Temistocle Popa)
- Vino pe aleea trandafirilor (Aurel Giroveanu)
- Vînătorul (Noru Demetriad)

## Discografie
Discografia cântărețului cuprinde câteva discuri shellac, un album (disc mic) și câteva compilații.

### DiscuriElectrecord
| An   | Număr de catalog                                           | Format                     | Piese | Acompaniament |
| 1954 | EDB 5057                                                   | shellac, 30 cm, 78 RPM     | Clopotele (lb. germană) (Willer) | Orch. Ans. de estradă a R.P.R., dirijor H. Mălineanu |
| 1956 | EDA 2028                                                   | shellac, 25 cm, 78 RPM     | Cînt cu tine (Radu Șerban) | orchestra Teodor Cosma |
| 1956 | EDA 2058                                                   | shellac, 25 cm, 78 RPM     | Noapte bună (Ștefan Kardoș) | Orchestra Casei Ziariștilor, dirijor Teodor Cosma |
| 1956 | EDA 2100                                                   | shellac, 25 cm, 78 RPM     | Te iubesc (Sașa Cosman) | Orchestra de estradă Radio, dirijor Sile Dinicu |
| 1957 | EDA 2231                                                   | shellac, 25 cm, 78 RPM     | Crede-mă (lb. germană) | Orchestra „Electrecord”, dirijor Teodor Cosma |
| 1958 | EDA 2427                                                   | shellac, 25 cm, 78 RPM     | Heimweh (Dor de țară) | Orchestra „Electrecord”, dirijor Teodor Cosma |
| 1958 | EDA 2613                                                   | shellac, 25 cm, 78 RPM     | 16 tone (Sixteen Tons) (Merle Travis - R. Stănescu) | Orchestra „Electrecord”, dirijor Teodor Cosma |
| 1958 | EDC 164                                                    | vinil, 17 cm, 33 ⅓ RPM     | 3. O zi în București (George Grigoriu) | Orchestra „Electrecord”, dirijor Teodor Cosma În duet cu Gigi Marga |
| 1958 | EDC 166                                                    | vinil, 17 cm, 33 ⅓ RPM     | 3. 16 tone (Sixteen Tons) (Merle Travis - R. Stănescu) | Orchestra „Electrecord”, dirijor Teodor Cosma |
| 1958 | EDC 177                                                    | vinil, 17 cm, 33 ⅓ RPM     | 3. Cîntecul Deltei (Elly Roman - Ștefan Tita) | Orchestra „Electrecord”, dirijor Teodor Cosma |
| 1959 | EDA 2729                                                   | shellac, 25 cm, 78 RPM     | Cred (Amor) (Eisemann Mihaly - Eugen Mirea) | Orchestra „Electrecord”, dirijor Teodor Cosma |
| 1959 | EDC 194 Elly Roman                                         | vinil, 17 cm, 33 ⅓ RPM     | 3. Cîntecul Deltei (Elly Roman - Ștefan Tita) | Orchestra „Electrecord”, dirijor Teodor Cosma |
| 1959 | EDA 2953                                                   | shellac, 25 cm, 78 RPM     | Să nu plîngi, fetița mea (G. Natschinski - S. Georgescu) | Orchestra Teatrului „C. Tănase“, dirijor S. Malagamba |
| 1960 | EDE 057 Melodii din toată lumea                            | vinil, LP, 30 cm, 33 ⅓ RPM | 8. Să nu plîngi, fetița mea (G. Natschinski - S. Georgescu) | Orchestra Teatrului „C. Tănase“, dirijor S. Malagamba |
| 1960 | EDD 85 Muzică ușoară interpretată de Orchestra Electrecord | vinil, LP, 25 cm, 33 ⅓ RPM | 7. Mînă cîrmaci (Walter Eichenberg - Eugen Mirea) | Orchestra „Electrecord”, dirijor Teodor Cosma |
| 1961 | EDC 244 Interpreți romîni de muzică ușoară                 | vinil, 17 cm, 33 ⅓ RPM     | 1. Wenn die Abendglocken läuten (Clopotele) (Willer) 2. Să nu plîngi, fetița mea (G. Natschinski - S. Georgescu) 3. Mînă, cîrmaci (Walter Eichenberg - Eugen Mirea) 4. Ești draga mea (Sergiu Malagamba - S. Georgescu) | Orch. Ans. de estradă a R.P.R., dirijor H. Mălineanu (1) Orch. Teatrului „C. Tănase“, dirijor S. Malagamba (2, 4) Orchestra „Electrecord”, dirijor Teodor Cosma (3) Cvartet: Gigi Marga, Roxana Matei, Surorile Kozak (4) |
| 1962 | EDC 312                                                    | vinil, 17 cm, 33 ⅓ RPM     | 4. Iuliana (Iasig - S. Georgescu) | Orchestra „Electrecord”, dirijor Teodor Cosma |
| 2006 | EDC 705 Melodii din Bucureștiul de odinioară, vol. 5       | compact disc               | 7. Cântecul Deltei (Elly Roman - Ștefan Tita) | Orchestra „Electrecord”, dirijor Teodor Cosma |

### DiscuriAprelevskiy Zavod
| An   | Număr de catalog | Format                 | Piese                                                 | Acompaniament                                 |
| 1959 | 33111            | shellac, 25 cm, 78 RPM | S pesney po dorogam [Ich bin ein vagabund] (H. Gietz) | Orchestra „Electrecord”, dirijor Teodor Cosma |
| 196x | 33571            | shellac, 25 cm, 78 RPM | Matrosskaya pesnya [Cântecul marinarului]             | Orchestra „Electrecord”, dirijor Teodor Cosma |